# Platysceptra glebifera
Platysceptra glebifera är en fjärilsart som beskrevs av Edward Meyrick 1911. Platysceptra glebifera ingår i släktet Platysceptra och familjen äkta malar. Inga underarter finns listade i Catalogue of Life.